# Рабинович, Георгий Исаевич
Гео́ргий Иса́евич Рабино́вич (2 апреля 1925, Москва, СССР — 26 февраля 2015) — советский и российский архитектор. Специалист в области проектирования предприятий здравоохранения. Заслуженный архитектор Российской Федерации (1992).

## Биография
Георгий Исаевич Рабинович родился в Москве 2 апреля 1925 года. Учился в Московском архитектурном институте на кафедре жилых и общественных сооружений. В 1948 году окончил институт, защитив диплом на тему «Облсовет с Сталинграде» (руководитель Ю. Н. Шевердяев).
Член Союза архитекторов СССР с 1953 года. Работал в Военпроекте, САКБ, МНИИТЭП, МНИИПОКОСиЗ. Занимал должность Главного архитектора проектов мастерской № 5 ГУП НИИП «Моспроект-4».
Специализировался в проектировании объектов здравоохранения. Только в 1950-х годах по разработанным Г. И. Рабиновичем проектам в Москве было построено свыше 100 больниц и поликлиник. В построенной по его проекту больничном корпусе на Новой Басманной улице впервые в стране была применена двухкоридорная система. Этот проект был повторно применён в других больницах.
Принимал участие в архитектурных конкурсах. В 1958 году был удостоен 1-2-й премий за проекты больниц на 600 и 800 коек на конкурсе Госстроя СССР. Позднее был удостоен 1-2-й премий за проекты больниц на 1000, 800 и 600 коек (в соавторстве с П. А. Александровым, Е. З. Чучмарёвой и А. Р. Усковым). Лауреат конкурса проектов павильонов СССР на «Экспо-92» в Севилье — 2-я премия.

## Основные работы
- Поликлиника на 2-й Фрунзенской улице (1964)[4]
- Поликлиника на улице Солянке (1968; 1-я премия на конкурсе Госстроя СССР 1970 года и диплом 1-й степени Союза архитекторов СССР)[4]
- Больничный комплекс на Открытом шоссе (1970-е)[4][5]
- Лечебный корпус больницы № 6 на 300 коек на Новой Басманной улице (1970-е)[4][5]
- Детская поликлиника на 1000 посещений в Богословском переулке (1970-е)[4]
- Центральная клиническая больница 4-го управления Министерства здравоохранения СССР (1965—1973)
- Детская клиническая больница на 1000 мест в Тушино (1980).
- Клиническая многопрофильная больница на 900 мест в Отрадном (Пятницкое шоссе)
- Центральный госпиталь ГУВД Москвы на Новой Ипатовке (1986)
- Восстановление разгромленной больницы в Будённовске (1995)
- Московский городской центр патологии речи (Николоямская улица)
- Реконструкция правительственной зоны Большой арены в Лужниках
- Конкурсный проект на монумент Победы в Москве
- Больничные корпуса городских клинических больниц № 23, 59 и других.
- Многофункциональное здание на улице Макаренко.